# Actinote subbadia
Actinote subbadia är en fjärilsart som beskrevs av Jordan 1913. Actinote subbadia ingår i släktet Actinote och familjen praktfjärilar. Inga underarter finns listade i Catalogue of Life.